# David Herald
| 202614 Kayleigh | 30 aprile 2006 |

David Herald (...) è un astronomo amatoriale australiano.
Il Minor Planet Center gli accredita le scoperte di tre asteroidi, effettuate tra il 2005 e il 2006.
Nel 2007 ha ricevuto il premio Homer F. DaBoll per aver sviluppato un programma per il calcolo delle occultazioni asteroidali.